# Fridhemskapellet, Skeda
Fridhemskapellet, Skeda är en kyrkobyggnad i Skeda, Linköpings kommun. Kyrkan tillhörde från början Örebromissionen som uppgick i Evangeliska Frikyrkan.

## Instrument
I kyrkan finns en elorgel med två manualer och pedal.